# بادیازاماپور
بادیازاماپور (به لاتین: Badiyazzamapur) یک منطقهٔ مسکونی در بنگلادش است که در ناحیه چاندپور واقع شده‌است.